# فيرا نيبولسينا
فيرا نيبولسينا (بالروسية: Небольсина, Вера Валерьевна)‏ (ولدت 16 ديسمبر 1989 في تومسك) هي لاعبة شطرنج روسية.حصلت لقب استاذة دولية كبيرة للنساء (WGM) وعمرها 17 سنة في 2007

## السيرة الشخصية
نيبولسينا ولدت بالقرب من تومسك غربسيبيريا وعائلتها حاليا يقيمون في نوفوسيبيرسك. عندما أصبحت بالرابعة، تعلمت النقلات بالشطرنج من والدتها تانيا, التي علمتها لعبات الواح أخرى مثل الضامة و غو. لاحقا، تدربت عند والدها وهو أستاذ بالشطرنج، عندما أصبحت بالسادسة أصبحت نيبولسينا تلعب بالبطولات الرسمية، كانت تفوز ع اقرانها بكل سهولة.كانت تلعب بانتظام في مجموعات اعلى من فئتها العمرية. هذا ادى إلى مزيد من التقدم في مستواها ونجاحاتها المتلاحقة وشمل هذه النجاحات فوزها ببطولة روسيا للشطرنج للفتيات تحت سن الـ8 وهي بعمر السابعة و بطولة العالم للشطرنج للشباب تحت سن الـ10 وهي بسن الثامنة.
مع مرور الوقت أصبح عمرها 12 سنة، أصبحت نيبولسينا تلعب في دوري الممتاز للشطرنج. في عام 2004, حصلت ع لقب استاذة دولية نسائية. تبعها فوزها الأكثر قيمة حتى الآن، بطولة العالم لحديثي السن للفتيات تحت سن الـ20 في يريفان في 2007 وهي في سن الـ17. هذه النتيجة أهلتها إلى لقب استاذة دولية كبيرة
اعلى رقم حصلت عليه نيبولسينا لحديثي السن كان في 2008, حيث تم تسجيلها في الاتحاد الدولي للشطرنج بالترتيب ال13 ع العالم للفتيات
توصف نفسها بأنها لاعبة موضعية وايضا بارعة في التكتيك.

## روابط خارجية
- فيرا نيبولسينا على موقع الاتحاد الدولي للشطرنج (الإنجليزية)
- فيرا نيبولسينا على موقع مباريات الشطرنج (الإنجليزية)
- فيرا نيبولسينا على موقع 365Chess.com (الإنجليزية)
- فيرا نيبولسينا على موقع Chesstempo.com (الإنجليزية)
- فيرا نيبولسينا على موقع الاتحاد الأمريكي للشطرنج (الإنجليزية)